# باربارا بنت
باربارا بنت (انگلیسی: Barbara Bennett؛ ۱۳ اوت ۱۹۰۶ – ۸ اوت ۱۹۵۸) یک هنرپیشه اهل ایالات متحده آمریکا بود.